# Le Mur des espions
Pour les articles homonymes, voir H.A.R.M..
Pour plus de détails, voir Fiche technique et Distribution.
Le Mur des espions (Agent for H.A.R.M.) est un thriller de science-fiction américain réalisé par Gerd Oswald, sorti en 1966.

## Synopsis
Des spores transforment les humains en monstres faits de mycélium fongique.
H.A.R.M. signifie Human Aetiological Relations Machine. Il s'agit d'une organisation américaine chargée d'enquêter sur le phénomène.

## Fiche technique
- Titre : Le Mur des espions
- Titre original : Agent for H.A.R.M.
- Réalisation : Gerd Oswald
- Scénario : Blair Robertson
- Musique : Gene Kauer et Douglas M. Lackey
- Photographie : James Crabe et Ted V. Mikels
- Montage : D. E. Rollins
- Production : Joseph F. Robertson
- Société de production : Dimension VI
- Société de distribution : Universal Pictures (États-Unis)
- Pays :  États-Unis
- Genre : Action, aventure, science-fiction et thriller
- Durée : 84 minutes
- Dates de sortie : 
  -  États-Unis : 5 janvier 1966 (New York)
  -  France : 11 mai 1966

## Distribution
- Peter Mark Richman : Adam Chance
- Carl Esmond : professeur Janos Steffanic, l'agent soviétique
- Barbara Bouchet : Ava Vestok
- Martin Kosleck : Basil Malko